# Красноармейская улица (Ростов-на-Дону)
Красноарме́йская у́лица — одна из основных центральных транспортных магистралей города Ростова-на-Дону.
Находится в центре города, и является одной из старейших его улиц. 
До 1885 года улица называлась  улица Степная. 
В 1885 году улица Степная переименована в Скобелевскую (в честь русского генерала Скобелева Михаила Дмитриевича).
В 1920 году Скобелевская улица была переименована в улицу Красноармейскую в честь Красной Армии (после февральской революции 1917 года в одном из зданий на этой улице находился штаб Красной гвардии).
Улица берет свое начало от Гвардейской площади и продолжается до Театрального проспекта. 
Улица прямая, с количеством полос от четырёх до шести. Пересекает Гвардейский, Доломановский, Братский, Халтуринский, Островского переулки, Будённовский проспект, Соборный переулок, проспект Семашко, Газетный переулок,,Ворошиловский проспект, проспект Соколова, проспект Чехова, Университетский переулок, Кировский проспект, переулки Журавлёва, Крепостной и Нахичеванский. Для организации безопасности дорожного движения на улице Красноармейской установлено 14 регулируемых светофорных объектов.
Красноармейская улица является одной из самых загруженных улиц Ростова-на-Дону, так как по ней проходят многие транзитные, городские и пригородные автобусные маршруты, а также троллейбусные маршруты №5 и №9, следующие соответственно от Главного ж.д. вокзала на Сельмаш и к поселку Пилотов.
На Красноармейской улице находятся:
- Бывшая Ростовская соборная мечеть
- Здание бывшей табачной фабрики братьев Асланиди (в границах от Газетного переулка до Ворошиловского проспекта);
- Гостиница «Marins Park Otel» (угол Будённовского проспекта и Красноармейской улицы);
- Дом профсоюзов (улица Красноармейская и Ворошиловский проспект);
- Городская больница № 8
- Сквер имени 1-го Пионерского слёта
- Сетевые торговые центры и офисы банков

## Фотогалерея
- Начало улицы
- Мозаичное панно 50-летия СССР
- Здание Ростовского колледжа радиоэлектроники, информационных и промышленных технологий
- Здание городских казарм
- Доходный дом Л. Е. Панченко
- Дом профсоюзов (недоступная ссылка)
- Мемориальная доска на доме № 3Б
- Мемориальная доска на доме № 5 (школа № 78)